# Jody Miller
Jody Miller, pseudonimo di Myrna Joy Miller (Phoenix, 29 novembre 1941 – Blanchard, 6 ottobre 2022), è stata una cantante country statunitense.

## Biografia
Figlia e sorella di musicisti, quando con la famiglia si trasferì dall'Arizona all'Oklahoma cominciò a lavorare nei club locali formando con due amici il trio vocale The Melodies. Nel tentativo di debuttare come professionista, Jody si trasferì dopo qualche anno a Los Angeles ma, appena venti giorni dopo il suo arrivo in California, rimase coinvolta in un incidente stradale in cui riportò la frattura di una vertebra cervicale. Rimasta per molto tempo in pericolo di vita, decise poi di tornare a casa e di rinunciare per il momento alla carriera musicale.
L'occasione di ritornare sul palcoscenico le fu data dal cantante country Tom Paxton, che la volle come ospite nelle sue serate a Oklahoma City. In una di queste serate fu notata dall'attore Dale Robertson, che la convinse a ritornare a Hollywood e le procurò un contratto con la Capitol Records.
Il primo successo, He Walks Like a Man, è del 1964. In Italia la canzone fu lanciata da Mina con il titolo È l'uomo per me.
Nel 1965 fu invitata al Festival di Sanremo, al quale partecipò con i brani Io che non vivo (senza te) e Devi essere tu, non ammesso alla finale. Nello stesso anno il suo singolo Queen of the House fu numero 12 nella Billboard Hot 100 statunitense, per il quale Jody Miller ottenne nel 1966 il Grammy Award come Migliore interprete femminile country.
Per molti anni Jody continuò a incidere per la Capitol; pubblicò alcuni album per la Epic Records fino alla fine degli anni settanta, quando decise di  dedicarsi con suo marito all'allevamento di cavalli in un suo ranch.
Jody Miller è morta nel 2022, per complicazioni della malattia di Parkinson.